# فيلا سانت أنجلو
فيلا سانت أنجلو (بالإيطالية: Villa Sant'Angelo)‏ هي بلدية في مقاطعة لاكويلا في إقليم أبروتسو الإيطالي.

## السكان
في سنة 1861 بلغ عدد السكان 659 نسمة، وتطور العدد ليصل في سنة 2011 لـ 425 نسمة.
يظهر هذا المخطط البياني تطور النمو السكاني لـ فيلا سانت أنجلو

## توأمة
لفيلا سانت أنجلو اتفاقيات توأمة مع:
- فينالي إميليا